# Towarzystwo im. Zygmunta Mycielskiego w Wiśniowej
Towarzystwo im. Zygmunta Mycielskiego w Wiśniowej – towarzystwo założone w 1988 z inicjatywy Andrzeja Szypuły w Wiśniowej.

## Historia
18 maja 1983 roku powołano Towarzystwo Przyjaciół Gminy Wiśniowa. Inicjatorami byli Zofia Grzebień - nauczycielka zafascynowana historią i kulturą Wiśniowej, Adam Kluska - założyciel Towarzystwa Miłośników Ziemi Strzyżowskiej, Zbigniew Wawszczak - przedstawiciel Rzeszowskiego Towarzystwa Kultury w Rzeszowie oraz inne osoby. Głównym celem działania Towarzystwa było gromadzenie materiałów dotyczących historii gminy, krzewienie wiedzy o regionie i zabytkach oraz opracowywanie i wydawanie monografii poszczególnych miejscowości w regionie.
Po nawiązaniu kontaktu z rodziną Mycielskich, Towarzystwo zaczęło zbierać materiały o byłych właścicielach Wiśniowej, w szczególności o kompozytorze Zygmuncie Mycielskim i historyku sztuki Jerzym Mycielskim. W 1988 roku zmieniono nazwę Towarzystwa na Towarzystwo im. Zygmunta Mycielskiego w Wiśniowej nad Wisłokiem, a następnie na Towarzystwo im. Zygmunta Mycielskiego w Wiśniowej.

## Działalność
Towarzystwo do 1990 roku wydaje czasopismo „Kamerton”, które koncentruje się na dokumentacji i propagowaniu twórczości kompozytora Zygmunta Mycielskiego, a od 2007 czasopismo „Barbizon Wiśniowski”.
Od 2007 roku towarzystwo organizuje coroczne ogólnopolskie plenery malarskie „Wiśniowa pachnąca malarstwem” nawiązujące do koloryzmu polskiego.